# コロンボ・レースコース
コロンボ・レースコース（英語: Colombo Racecourse）は、スリランカの都市コロンボのシナモン・ガーデンズ地区にかつて存在した競馬場。第二次世界大戦中は臨時の飛行場として使用されていた。2012年にコロンボ・レースコース・スポーツ・コンプレックスとしてリニューアルされ、スリランカ初の国際ラグビー競技施設兼複合商業施設となった。
2014年には大規模改修が行われ、ナイター照明の導入やショッピング施設つきの観客席が設置された。

## 沿革

### 競馬場時代
1893年にゴール・フェイス・グリーンから現在の場所に移転し、6月22日に正式に開業した。1922年には賭率表示機が導入された。コロンボ・ターフ・クラブが拠点としており、観客席（グランド・スタンド）とクラブハウスをグラウンド横に設置していた。

### 飛行場としての利用

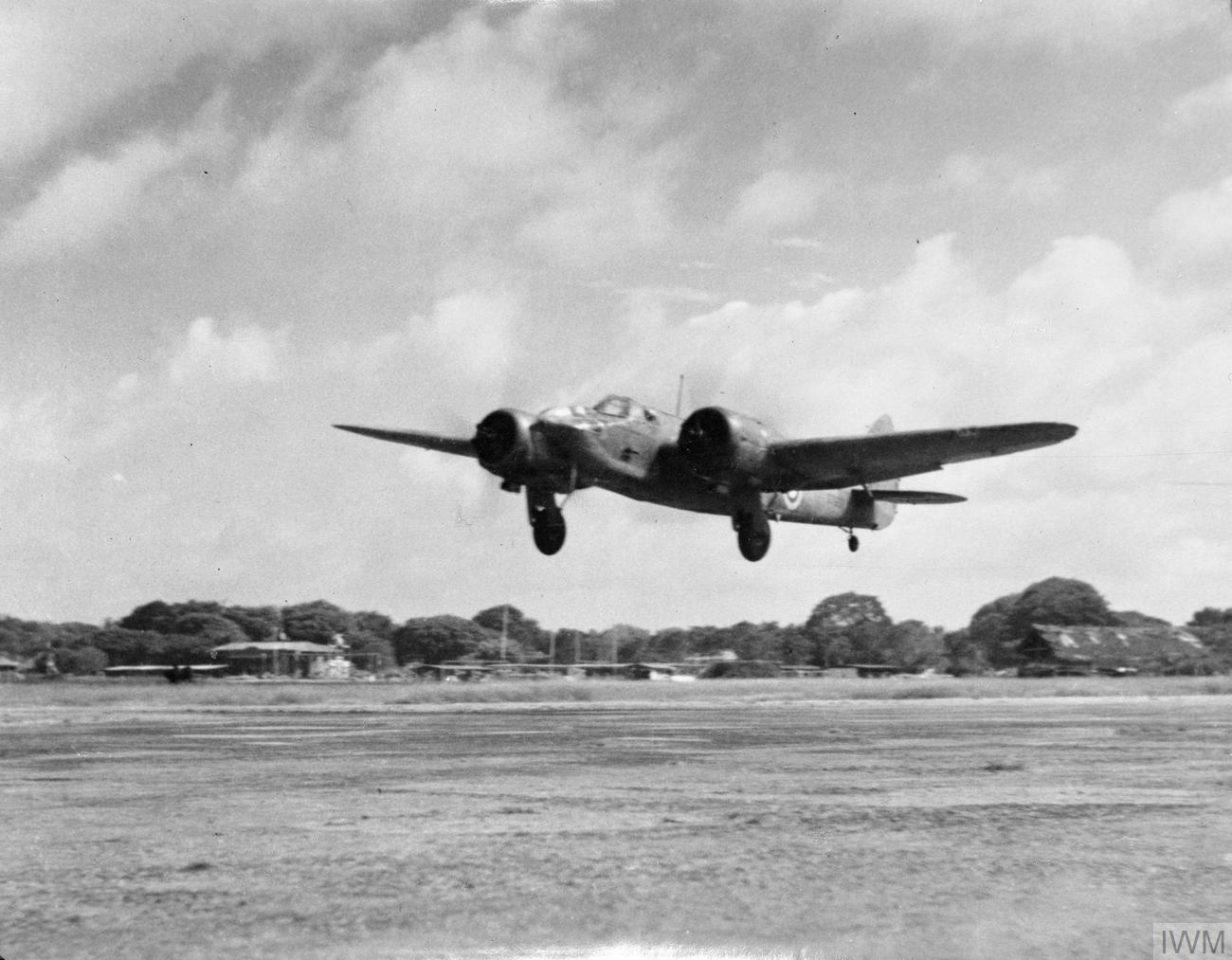
コロンボ・レースコースから離陸する英国空軍の爆撃機（太平洋戦争中）

1941年、太平洋戦争が勃発した。イギリス海軍は42年のシンガポールの戦いに敗れたのち、スリランカのコロンボとトリンコマリーに拠点を置いた。セイロン司令官に任命されたジョフリー・レイトン提督は、空軍少将ジョン・ダルビアックと共にセイロンでコロンボ・レースコースに飛行場を建設することを命じた。当時の農業土地大臣（後の初代セイロン首相）D・S・セーナーナーヤカが建設の責任者となり、この土地に滑走路1本と作戦司令部、兵舎を建設し、隣接するロイヤル・カレッジ・コロンボの敷地内に軍病院を新設した
レースコース飛行場には2飛行中隊が駐留した。ホーカー ハリケーンで構成された第258飛行中隊とブリストル ブレニムで構成された第11飛行中隊である。1942年4月5日のコロンボ空襲ではラトゥマラナ空港が攻撃されたが、レースコース飛行場の存在はまだ知られていなかったために破壊を免れた。これにより、その後の第11飛行中隊ハリケーン部隊による反撃が可能となった。
さらに英国海軍は艦隊航空隊を組織し、第882艦隊航空隊が駐留した。

### 衰退期
太平洋戦争終結により飛行場は変換され、レースコースでは再び競馬が行われるようになった。しかし、1956年の賭博禁止法によりコロンボでは競馬ができなくなり、レースコースは大きな影響を受けた。コロンボ・レースコースはその広大な土地を政府に分割され、グランド・スタンドはコロンボ大学の校舎として一時的に使用され、北側の土地には公文書局が設置された。
そして観客席とコロンボ・ターフ・クラブ・ビルは長い間忘れ去れられるようになった。スリランカ陸軍はこの地を臨時の駐屯地と使用し、空軍もまたヘリパッドとして利用した。

### リニューアル工事

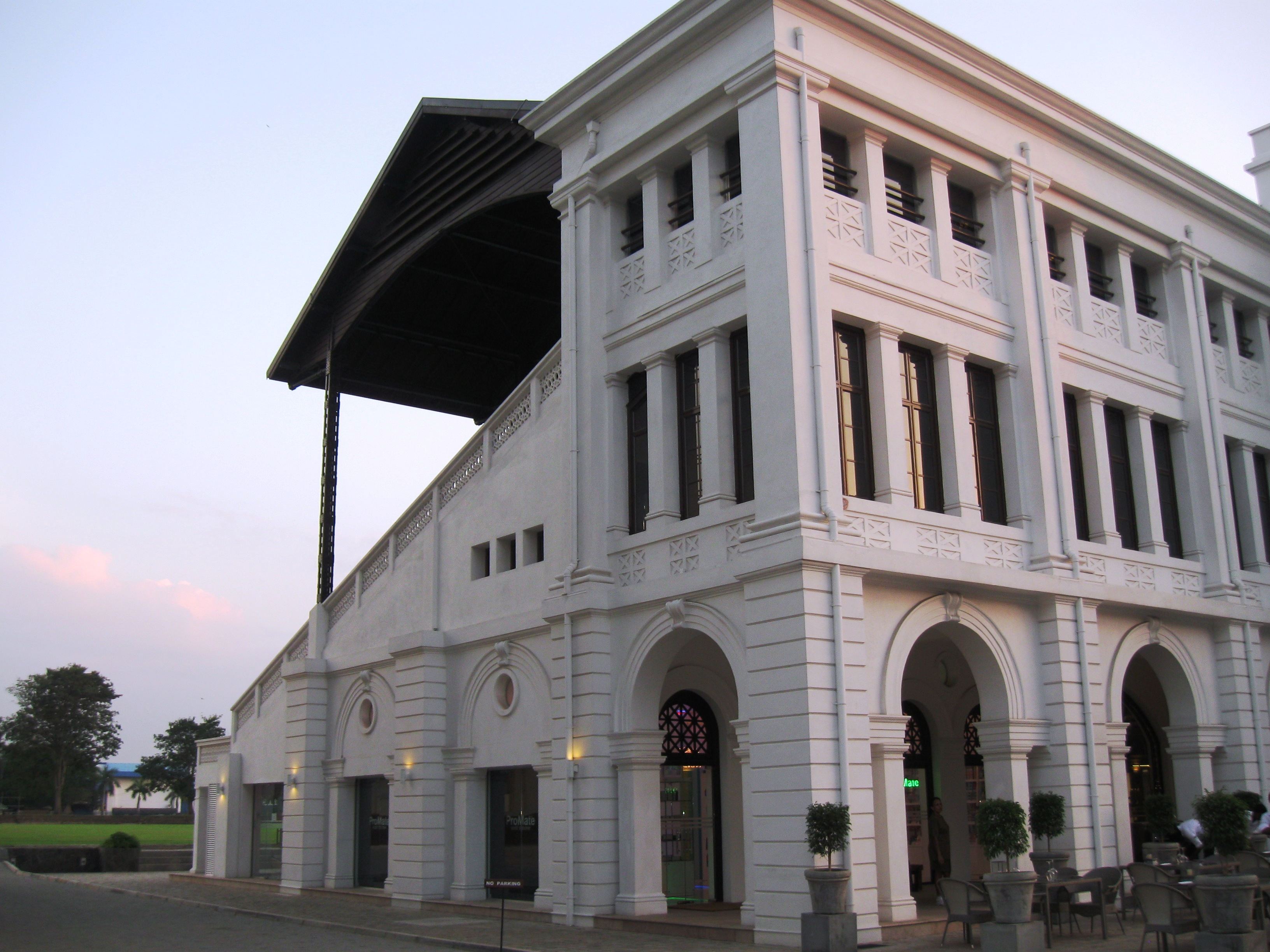
コロンボ・レースコース

ゴタバヤ・ラジャパクサが防衛大臣兼都市開発大臣だった時、彼はこの植民地時代の建造物のリニューアルを発案した。
2011年、都市開発局が観客席とコロンボ・ターフ・クラブ・ビルのリニューアル工事を開始した。また、グラウンド部分はラグビー場として利用されることとなった。